# Balance de Coulomb
La balance de Coulomb permet de vérifier les lois de Coulomb de l’électrostatique entre deux charges électriques.

## Description
La balance de Coulomb est un large cylindre de verre avec des graduations angulaires, surmonté par un cylindre de diamètre plus petit qui supporte un fil de torsion. Ce fil, vertical, soutient un axe horizontal terminé par une petite sphère chargée. À la cage de verre est fixée à la même altitude une autre sphère chargée.

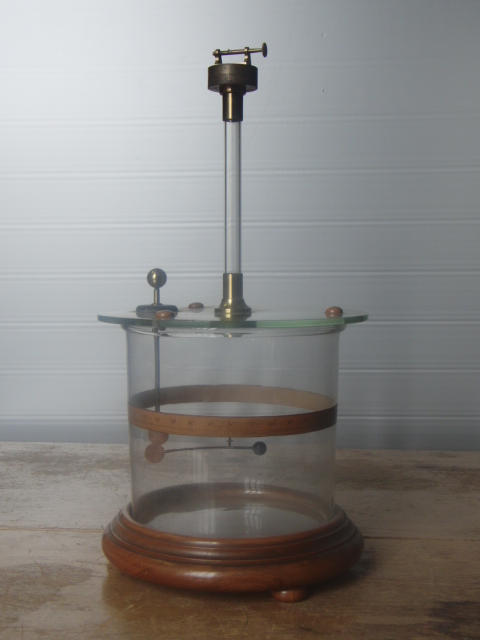
Balance de Coulomb

## Fonctionnement
Un équilibre s’établit entre les forces électrostatiques de Coulomb qui s’exercent entre les deux sphères chargée et la torsion du fil. On en déduit l’intensité de la force.
La position d’une sphère par rapport à l’autre (lue sur les graduations) permet de vérifier que les forces de Coulomb sont inversement proportionnelles à la distance au carré entre les charges.

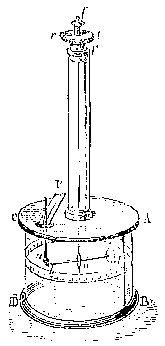
Gravure d'une balance de Coulomb